# Mercè Ibarz
Pour les articles homonymes, voir Mercè et Ibarz.
Mercè Ibarz, née le 23 septembre 1954 à Zaidín (Huesca), est une écrivaine, journaliste, universitaire espagnole de langue catalane.

## Biographie

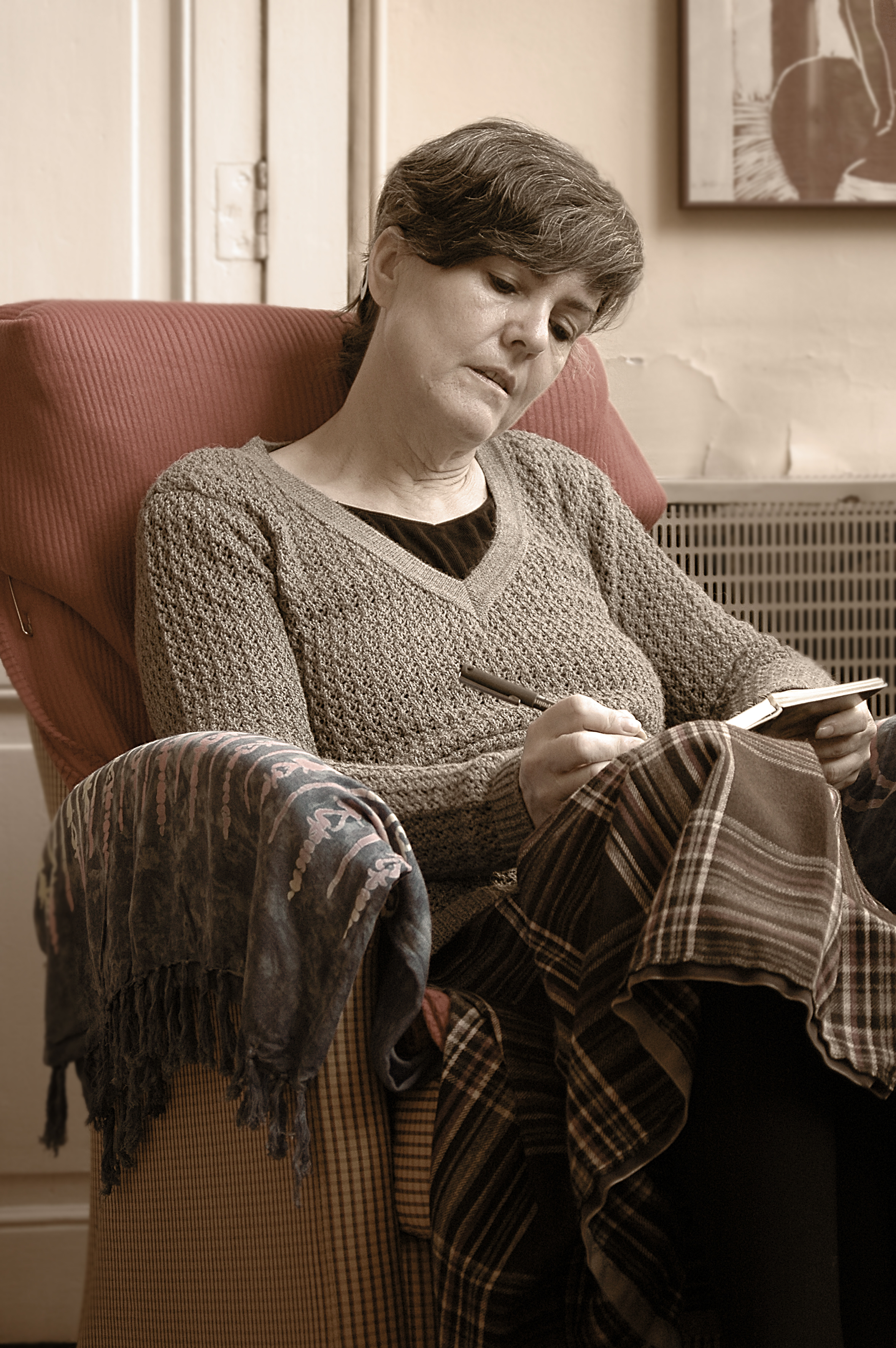
L'écrivaine Mercè Ibarz en 2006.

En 1971, elle s'installe dans la ville de Barcelone, après trois ans de lycée à Lleida, et étudie à la faculté de journalisme de l'Université autonome de Barcelone d'où elle sort diplômée en 1976.
Elle commence sa carrière de journaliste en 1976, pendant la Transition démocratique, en tant que rédactrice au quotidien Avui. Elle fait partie de la première génération de journalistes qui commencent, après la dictature franquiste, leur vie professionnelle en écrivant directement en catalan.
Romancière et essayiste, elle se fait connaître en tant qu'écrivaine en 1993 avec l'œuvre La Terra retirada, chronique autobiographique des transformations du monde rural contemporain vues depuis la ville de Zaidín. 
Elle est également biographe de l'écrivaine Mercè Rodoreda (1991) et est l'une des spécialistes des recherches et des études sur Luis Buñuel et le cinéma documentaire. 
Docteure en communication audiovisuelle de l'Université Pompeu-Fabra de Barcelone, elle est chroniqueuse de l'édition catalane du quotidien de référence El País.

## Œuvre
On peut citer quelques ouvrages en langue française :
- Mercè Ibarz (trad. Marie-José Castaing), Dans la ville en chantier, Tinta Blava, 2004 (ISBN 9782952027816)
- Mercè Ibarz, Le Saut de l'ombre, Bleu autour, 2005, 230 p. (ISBN 9782952027854)
- Mercè Ibarz, Barcelone, Autrement, 2011, 219 p. (ISBN 9782746715370)

## Distinctions
- 2025 : Récipiendaire de la Croix de Saint-Georges de la Généralité de Catalogne[7].